# 辛滬光
辛 滬光（しん ここう、XIN Hu-guang, 1933年10月16日 - 2011年10月17日）は、中国の作曲家。

## 略歴
上海市出身。祖籍は江西省宜春市万載県。1948年に南昌一中に入学し、正規の音楽教育を受けるようになった。1951年、中央音楽学院に入学。在学中に同級生のメイリーチーガ（美麗其格）の影響でモンゴルの音楽に触れた。またホルチン左翼中旗出身でクラリネット専攻の包玉山と出会った。後に彼は辛滬光の夫となる。1956年に音楽学院を卒業するが、卒業作品の交響詩『ガーダー・メイリン』が高く評価され、一挙に名を成した。
卒業後、包玉山とともに内モンゴル歌舞団で26年間活動し、1982年からは北京歌舞団で活動した。1991年にアメリカ合衆国に移住したが、その後帰国して北京市に居住した。夫の包玉山との間に三人の子がいるが、三男の三宝も作曲家である。